# 蕭方等
蕭方等（528年—549年），字實相，梁元帝蕭繹長子，母為正妃徐昭佩。由於其父起初為湘東王，故他被稱為湘東世子，之後又追諡為忠壯世子、武烈世子。

## 生平
方等小時候就相當聰明有才幹，而且也擅長騎射之道；又喜歡林泉，性好散逸，可謂是文武雙全。然而他的母親徐妃因為善妒，不得蕭繹喜愛，讓方等也感到相當不安，蕭繹得知兒子的想法後，更厭惡他了，方等也連帶著越來越恐懼，便寫了一篇文字來闡明自己的志向。
有一次梁武帝想要看看諸王的長子，蕭繹便派了方等去見祖父。方等很高興地登上船去，想要藉這次的機會洗脫他的憂慮與恥辱，結果船開到繇水時遇到侯景之亂，蕭繹便叫方等回來，方等卻說：「從前申生都能不惜一死，方等又怎能茍且偷生？」蕭繹知道兒子沒有回來的打算，便配給他一萬步騎，讓他做為援軍。方等頗得軍心，蕭繹這才覺得這個兒子其實不錯。方等又請求修築城柵，以備不時之需；完工以後，登樓可見周圍七十餘里，讓蕭繹非常高興。蕭繹為此特別向徐妃讚美方等，並希望能再有一個像方等一樣的兒子，徐妃卻哭泣離去，讓蕭繹一怒之下將她的淫行書寫公開。方等得知後，面見自己的父親，更加恐懼了。
當時河東王蕭譽任湘州刺史，卻不服從督府，方等便向蕭繹請求討伐他，蕭繹同意，並且封他為都督，領兩萬軍馬出兵。臨行前，方等告訴親信：「我這次出征，必死無疑；如果能死得其所，我又怎麼會貪生呢？」後來果然戰敗，方等溺水而死，連屍體都找不到了。消息傳回後，蕭繹反而很高興，一點悲傷的神色也沒有。後來回想起方等也頗有才幹，便追贈他侍中、中軍將軍、揚州刺史等官位，並諡為忠壯世子，招魂埋葬。蕭繹即帝位後，又改諡為武烈世子。

### 文學方面
方等在文學上也有成就。原本他注范曄的《後漢書》，但是並沒有注完就過世了。在當時他傳世的還包括《三十國春秋》與《靜住子》（《南史》記為《篤靜子》），但是後來都亡佚了，只有《三十國春秋》有些殘文流傳下來。

## 家庭

### 父母

#### 父
- 梁元帝蕭繹

#### 母
- 徐昭佩

### 兒女

#### 兒
- 永嘉王蕭莊

1. ↑  《太平御覽》卷323引《梁後略》曰：丙午，軍帥蕭方等至于長沙，河東王譽率左右七千人，置陣登高以禦之。方等兵精衆盛，暗江水滿，爭來赴戰。俄爾之間，方等衆潰，譽軍以騎汨之，悉皆透水。方等與左右二百餘人，馳往赴舟，舟中之指可掬，方等溺于江中。